# Reddition de Caserte
Pour les articles homonymes, voir Caserta (homonymie).
La reddition de Caserte (en italien : Resa di Caserta), effective le 3 mai 1945, marque la fin de la Seconde Guerre mondiale en Italie avec la reddition locale des troupes allemandes stationnées en Italie du Nord et la disparition de la République sociale italienne (dissoute le 25 avril).

## Conclusion de la guerre en Italie

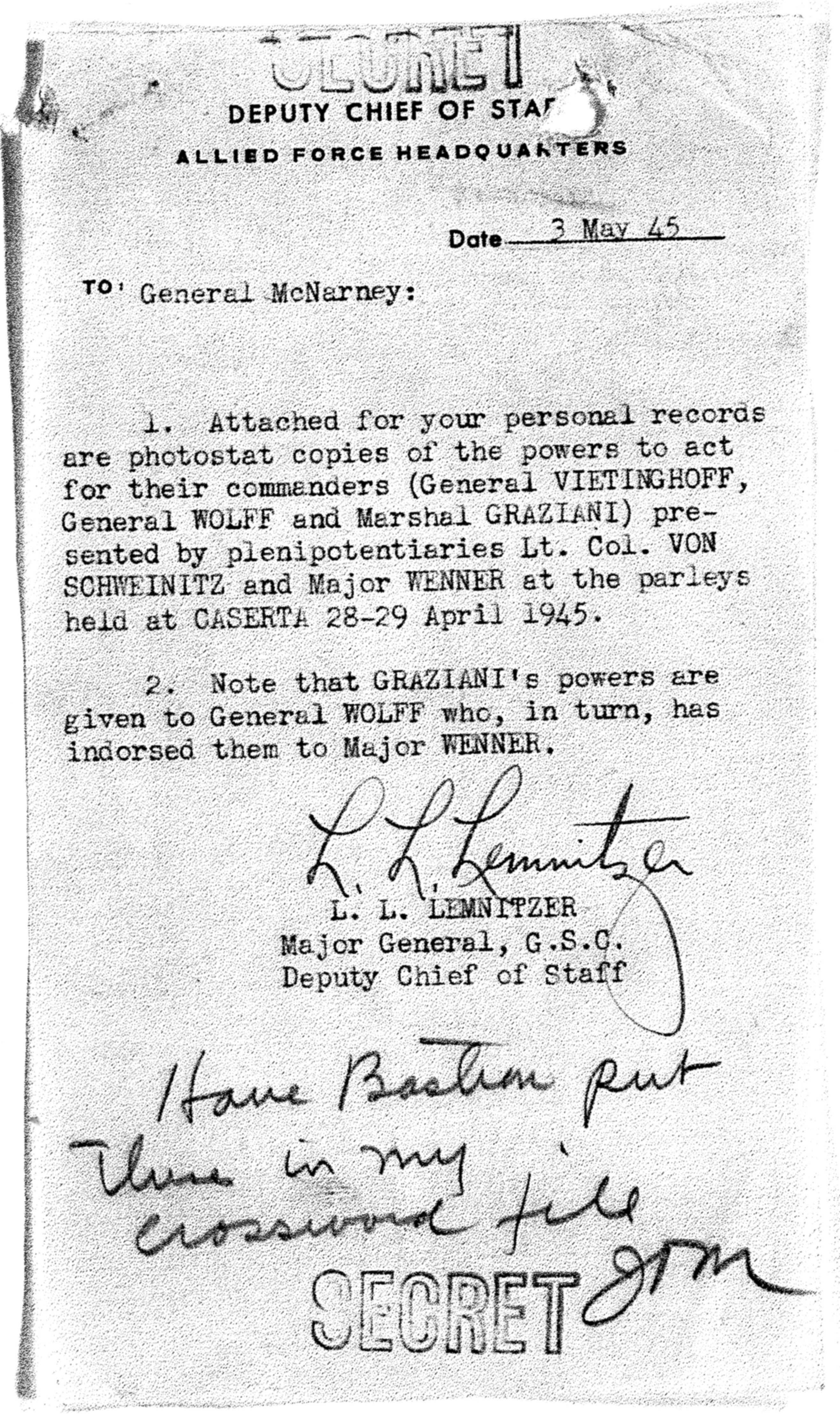
Lettre d'accompagnement des documents de la reddition

La reddition des combattants de la République sociale a lieu, dans les mêmes conditions que les combattants  allemands en Italie, dans le respect des conventions de Genève. Le document international met fin à la campagne d'Italie et permet aux Italiens une trêve et donc la cessation des hostilités sur son territoire ce que l'Italie recherche afin de parvenir à un traité de paix.
La trêve est rompue en plusieurs occasions et il y a des affrontements localisés et des exécutions principalement, mais pas seulement, par des criminels de droit commun, des unités de partisans d'inspiration communiste (aussi bien italiens que slaves) et par des personnes qui profitèrent de la situation pour régler des vengeances personnelles ou pour piller, en particulier dans la plaine du Pô et, sur le front Est.
L'acte officiel établi par les vainqueurs évoque les forces allemandes du sud-ouest négligeant les unités de l'armée cosaques aux ordres d'Andreï Vlassov et enfin les forces militaires et paramilitaires républicaines. Toutes ces forces présentes en Italie sont englobées dans la négociation pour une capitulation, non approuvée par le haut commandement de la Wehrmacht à Berlin, car elles sont sous le contrôle allemand des commandants Vietinghoff et Wolff. La décision d'inclure dans la convention les troupes de la RSI a été prise durant le mois d'avril 1945 par le commandant des opérations en Méditerranée, situé à Caserte.

### Avancée décisive alliée
Les Alliés, après avoir débuté par une attaque de diversion le long de la côte tyrrhénienne, à La Spezia le 5 avril 1945, lancent l'attaque décisive sur le Senio et Comacchio le 9 avril le long de la route nationale de la Futa (it) et de la route nationale de Porrettana (it) à partir du 14 avril. Les défenses de la ligne gothique bolonaise et sur les rivières romagnoles sont enfoncées, Bologne est libéré le 21 avril.
La Ve armée américaine et la VIIIe armée britannique opèrent leur jonction au sud de Ferrare, le 23 avril et le soir même, le premier char américain se positionne sur la rive sud du Pô, à San Benedetto Po. La défaite allemande entre le Panaro-Reno et le Pô est provoquée par le repli du XIVe PzKorps, ordonné par Frido von Senger, son commandant. Déployé dans une région de la Castelfranco Emilia, cette unité en retraite découvre deux divisions allemandes sur les collines de Bologne. Le 25 avril, le LXXVIe PzKorps se rend entre Copparo et le Pô, tandis qu'à l'Est la LXXIIIe A.K. se porte sur l' île d'Ariano.
Une partie de la LIe  GebKorps de la XIVe armée et le  FjKorps de la Xe armée se replie vers le Brenner, .

### Capitulation
Le quartier général des alliés à Caserte, pour surmonter l'opposition soviétique à l'égard de l'opération Sunrise, pilotée par Allen Dulles, de février-mars 1945 soutenue par le Vatican et par le Comité de libération nationale, réclame des négociateurs allemands une capitulation sur le front italien. L'URSS nomme son observateur pour l'acte final qui apparaît dans les archives militaires comme local surrender. Pour obtenir la reddition de toutes les unités en armes de la RSI, les agents secrets des États-Unis OSS opérant en Suisse, impose, le 26 avril, à Wolff, plénipotentiaire de la Wehrmacht et commandant SS en Italie et premier promoteur de la reddition de revenir dans sa résidence de Cernobbio et d'inciter Graziani à signer une procuration pour la capitulation équivalente à celle allemande des 22 et 25 avril. Comme la frontière suisse est fermée, des pressions sont exercées sur le gouvernement de Berne pour permettre la sortie et le retour de Wolff.
L'émissaire SS Wenner peut partir avec les pouvoirs nécessaires pour Caserte, en avion depuis Annecy, avec Schweinitz. Ce dernier, le 22 avril, a reçu la délégation pour la réunion de Caserte du commandant du Sud-Ouest et du groupe d'armée C  Vietinghoff.

### Procédure de reddition
À Caserte, le 28 avril, dans une salle de ce bâtiment qui fut le palais des Bourbon, William Morgan de Rimeer avec Lemnitzer, pour les États-Unis, et Airey, pour le Royaume-Uni, et les représentants locaux de la marine (Parker) et de l'aéronautique (Cabel) reçoivent, à 18 heures, Schweinitz et Wenner à qui il est demandé de présenter leurs lettres de créance. Le premier répond que sa délégation est limitée à l'appréciation que Vietinghoff portera aux conditions de la reddition, tandis que le second, privé de limites par Wolff, ajoute qu'il a aussi la délégation de Graziani.
Les deux Allemands, ayant accepté lors de réunion suivante, à 21 heures, les conditions de l'ultimatim communiqué par Morgan dans l'après-midi, le lendemain, à 14h00, ils peuvent signer l'acte de reddition. Le document, signé par Morgan et écrit en allemand et en anglais, fixe le cessez-le-feu au 2 mai 1945 à 12 heures (à 14 heures, en Italie).
Le général soviétique Aleksei Kislenko assiste en qualité d'observateur à la rencontre à 21 heures et lors de la cérémonie finale, il est expressément chargé d'assister à ces réunions par la mission militaire soviétique, située à Rome.

### Cessez-le-feu
La fin des hostilités devient effectif le 3 mai à 4 heures 30 en Italie car l'accord pour la reddition par Kesselring, installé en Bavière où se trouve le commandement allemand du front Ouest est plus difficile que prévu. Il est depuis le 28 avril le chef du commandement du Sud-Ouest. 

## Application des conditions de la reddition
La retraite allemande ne cause pas d'importants dommages aux installations portuaires, industrielles et énergétiques, grâce à un accord passé entre le ministre de l'économie  Tarchi et le commandement allemand compétent.
Plus de soixante mille Allemands, et parmi eux plusieurs dizaines de soldats de la RSI, sont enfermés dans un camp à Rimini avant d'être démobilisés en décembre 1947. Les prisonniers du  Tyrol du Sud ne sont pas considérés comme des militaires allemands et ils sont enfermés avec ceux de la RSI dans les camps en Toscane avant d'être libérés en septembre 1946.